# Norrisia norrisii
Norrisia norrisii is een slakkensoort uit de familie van de Tegulidae. De wetenschappelijke naam van de soort is voor het eerst geldig gepubliceerd in 1838 door G. B. Sowerby I.